# 추위천
추위천(중국어 정체자: 邱宇辰, 병음: Qīu Yûchén, 한자음: 구우진, Chris Chiu, 1990년 10월 10일 ~)은 대만의 배우, 가수이자 진행자이다. 예명은 추이청(邱翊橙)이다.

## 방송
- 사신소녀

## 영화
- 구강풍
- 두어